# Culter flavipinnis
Culter flavipinnis är en fiskart som beskrevs av Tirant, 1883. Culter flavipinnis ingår i släktet Culter och familjen karpfiskar. IUCN kategoriserar arten globalt som otillräckligt studerad. Inga underarter finns listade i Catalogue of Life.